# НИИ сельского хозяйства имени Н. М. Тулайкова
Самарский научно-исследовательский институт сельского хозяйства им. Н. М. Тулайкова - филиал СамНЦ РАН
(Самарский НИИСХ им. Н. М. Тулайкова - филиал СамНЦ РАН) — государственное научное учреждение, входящее в систему РАСХН. Расположен в посёлке Безенчук Самарской области.

## История

### Опытная станция
В 1903 году, по инициативе агронома-исследователя И. Н. Клингена, была создана Безенчукская удельная опытная станция. Первым директором станции стал Я. М. Жуков. Станцией в результате многолетних исследований были предложены меры борьбы с засухой в степных районах Поволжья. В 1910 г. станцию возглавил Н. М. Тулайков, который превратил её в одно из лучших опытных учреждений России. В 1916 году руководителем Безенчукской с/х опытной станции стал его брат С. М. Тулайков. В 1919 году станция стала областной. Станцией проводилась работа по селекции с/х культур и созданию сортов интенсивного типа, устойчивых к болезням и полеганию, а также исследования по экономике и организации труда в хозяйствах области. С 1962 г. учреждение носит название Куйбышевская государственная областная с/х опытная станция.

### Институт
В 1974 г. на основании Постановления Совета Министров РСФСР от 1 ноября 1974 года № 583 и приказа Министерства сельского хозяйства РСФСР от 11 ноября 1974 года № 514 на базе станции был организован Куйбышевский (ныне Самарский) научно-исследовательский институт сельского хозяйства, которому присвоено имя академика Н. М. Тулайкова. Первый директор - Иван Андреевич Чуданов, возглавлял НИИ в 1974-1991 гг.
Среди основных направлений исследований института: разработка систем земледелия и технологий возделывания различных культур по Средневолжскому региону, селекция и семеноводство засухоустойчивых сортов, изучение кормовой базы животноводства и разработка технологий содержания сельскохозяйственных животных, а также племенная работа с крупным рогатым скотом и свиньями. Институтом организовано производство оригинальных и элитных семян полевых культур для использования в хозяйствах региона. Ведётся селекционная работа с озимой рожью и озимой пшеницей, озимыми тритикале и ячменем, яровой мягкой и твердой пшеницей, яровым ячменем, горохом, кукурузой, соей и картофелем

## Основные результаты деятельности
Учёными института создано 250 сортов и гибридов различных сельскохозяйственных культур, 82 из них районировано и внедрено в производство. В настоящее время в Государственный реестр селекционных достижений, допущенных к использованию в Российской Федерации, включено 43 сорта и гибрида, 35 сортов запатентовано, 15 проходят государственное испытание. Среди этих сортов озимая рожь Безенчукская 87, Антарес, озимая пшеница Безенчукская 380 и Малахит, сорта яровой пшеницы Жигулевская, Самсар, Тулайковская 5, Тулайковская 10, Безенчукская 182, горох Самарец, Флагман 9, занимающие значительные посевные площади в регионе. Институтом разработаны зональные специализированные севообороты, ресурсосберегающие почвоводоохранные системы обработки почвы.

## Структура
Основные подразделения:
- Отдел селекции и семеноводства;
- отдел земледелия и новых технологий;
- отдел семеноводства сельскохозяйственных культур

## Награды
- Орден «Знак Почёта», 1978 г.